# Parasterope
Parasterope is een geslacht van kreeftachtigen uit de klasse van de Ostracoda (mosselkreeftjes).

## Soorten
- Parasterope aberrata (Skogsberg, 1920) Poulsen, 1965
- Parasterope alpha Kornicker & Caraion, 1974
- Parasterope anommata Kornicker, 1975
- Parasterope antyx Kornicker, 1989
- Parasterope australis (Brady, 1890) Eagar, 1971
- Parasterope beta Kornicker, 1976
- Parasterope crinita Kornicker, 1975
- Parasterope extrachelata (Kornicker, 1958) Kornicker, 1986
- Parasterope gamma Kornicker, Harrison-Nelson & Coles, 2007
- Parasterope gamurru Syme & Poore, 2006
- Parasterope hirutai Chavtur, 1983
- Parasterope hulingsi Baker, 1978
- Parasterope iota Kornicker, Harrison-Nelson & Coles, 2007
- Parasterope jenseni Poulsen, 1965
- Parasterope kappa Kornicker, 1976
- Parasterope lagunicola Hartmann, 1984
- Parasterope longiseta (Skogsberg, 1920) Kornicker, 1975
- Parasterope longungues Poulsen, 1965
- Parasterope lowryi Kornicker, 1971
- Parasterope lux Kornicker in Kornicker & Poore, 1996
- Parasterope maddocksae Kornicker in Kornicker & Thomassin, 1998
- Parasterope mauritania Kornicker & Caraion, 1974
- Parasterope mckenziei Kornicker, 1970
- Parasterope micrommata Kornicker, 1975
- Parasterope muelleri (Skogsberg, 1920) Poulsen, 1965
- Parasterope nana Poulsen, 1965
- Parasterope obesa Poulsen, 1965
- Parasterope ohlini (Skogsberg, 1920) Poulsen, 1965
- Parasterope omega Kornicker, Harrison-Nelson & Coles, 2007
- Parasterope pacifica Kornicker & Harrison-Nelson, 2005
- Parasterope pectinata Poulsen, 1965
- Parasterope physinx Kornicker in Kornicker & Poore, 1996
- Parasterope pollex Kornicker in Bowman & Kornicker, 1967
- Parasterope prolixa Kornicker, 1975
- Parasterope pseudoquadrata (Hartmann, 1965)
- Parasterope pseudoquadratai (Hartmann, 1965) Kornicker, 1975
- Parasterope quadrata (Brady, 1898) Kornicker, 1975
- Parasterope sequax Kornicker in Kornicker & Poore, 1996
- Parasterope sigma Kornicker, Harrison-Nelson & Coles, 2007
- Parasterope skogsbergi Poulsen, 1965
- Parasterope sohni Kornicker & Caraion, 1974
- Parasterope styx Kornicker, 1975
- Parasterope theta Kornicker, Harrison-Nelson & Coles, 2007
- Parasterope thrix Kornicker & Caraion, 1974
- Parasterope whatleyi Kornicker in Kornicker & Poore, 1996
- Parasterope zamboangae Kornicker, 1970
- Parasterope zeta Kornicker, 1986